# Andrea Proske
Andrea Proske (Vancouver, 27 de junho de 1986) é uma remadora canadense, campeã olímpica.

## Carreira
Proske conquistou a medalha de ouro nos Jogos Olímpicos de Verão de 2020 em Tóquio com a equipe do Canadá no oito com feminino, ao lado de Susanne Grainger, Kasia Gruchalla-Wesierski, Madison Mailey, Sydney Payne, Lisa Roman, Christine Roper, Avalon Wasteneys e Kristen Kit, com o tempo de 5:59.13.